# Enoplium
Enoplium — род жесткокрылых насекомых семейства пестряков.

## Описание
Концевой членик обеих пар щупиков треугольный.

## Систематика
В составе рода:
- Enoplium doderoi Luigioni, 1926
- Enoplium serraticorne (Olivier, 1790)